# Маини, Куш
Куш Маини (род. 22 сентября 2000, Бангалор, Индия) — индийский автогонщик. Занял третье место в чемпионате Великобритании Формулы-3 BRDC в сезоне 2018 года и стал вице-чемпионом в сезоне 2020 года. В сезоне 2022 года участвовал в Формуле-3 за команду MP Motorsport. В сезоне 2023 года выступает в чемпионате Формулы-2 за команду Campos Racing.
Маини является учеником бывшего гонщика Формулы-1 Мики Хаккинена и является членом молодёжной программы Alpine.

## Карьера

### Формула-4

#### 2016 год
Маини начал свою карьеру в формульных гонках в сезоне 2016 года, выступав за команду BVM Racing в Итальянской Формуле-4. Его выступления начались уверенно, набрав очки в первых шести гонках сезона. 
После трудной половины сезона Маини добился своего первого подиума в автоспорте, заняв третье место в финальной гонке в Валлелунге. Он закончил сезон 16-м в турнирной таблице и занял пятое место в чемпионате новичков.

#### 2017 год
В сезоне 2017 года Маини перешел в команду Jenzer Motorsport, где снова участвовал в Итальянской Формуле-4 вместе с напарниками Джорджо Каррарой, Федерико Мальвестити, Джакомо Бьянки и Джобом ван Уитертом. Второй год Маини оказался более успешным: он дважды поднимался на подиум в Имоле и Монце, а также множество попаданий в пятёрку лучших, что помогло ему финишировать восьмым в турнирной таблице.

### Формула-3
Маини перешёл в Формулу-3 в сезоне 2022 года, выступая вместе с напарниками Кайо Коллетом и Александром Смоляром за команду MP Motorsport.
На следующем этапе в Имоле Маини набрал свои первые очки в сезоне, заняв пятое место. Ещё больше очков последовало в Сильверстоуне, где Майни уступил подиум Рису Усидзиме в спринтерской гонке. Маини показал свой лучший результат в сезоне на Хунгароринге, финишировав третьим в субботу, таким образом достигнув своего единственного подиума в сезоне, и седьмым в основной гонке.
Однако в конечном итоге это будет его последний результат по очкам в году, поскольку Маини финишировал 14-м в личном зачёте.

### Формула-2
В ноябре 2022 года было подтверждено, что Маини будет выступать за команду Campos Racing в сезоне Формулы-2 2023 года, а также примет участие в постсезонных тестах Формулы-2 2022 года на трассе Яс Марина.

## Личная жизнь
Куш Маини является младшим братом Арджуна Майни, также автогонщика, выступавшего в GP3 и Формуле-2, и племянником индийского магната Четана Майни.